# Іов Іван Павлович
Іва́н Па́влович Іо́в (2 жовтня 1948, Кам'янка, Апостолівський район, Дніпропетровська область — 4 лютого 2001) — український поет.

## Біографія
Народився 2 жовтня 1948 року в селі Кам'янка Апостолівського району на Дніпропетровщині у родині інженера. Його предки жили у селі Грушівка — колишньому запорозькому зимівнику, де в серпні 1680 року на пасіці помер славний кошовий отаман низової вольниці Іван Сірко. Нині воно на дні Каховського моря.
Хлопчикові виповнилося лише півтора року, коли помер батько-фронтовик, що працював інженером-механіком в МТС. Іван був у родині сьомим. Після закінчення четвертого класу його виховувала вже старша сестра, що мешкала у Станиславові. Тож Іван чотири роки тут навчався спочатку в другій, а потім у п'ятій школах. Після закінчення одинадцяти класів школи працював токарем на паровозоремонтному заводі, служив у армії.
Атестат про середню освіту одержав у рідній Кам'янській середній школі, яку закінчив ще один член Спілки письменників України Михайло Чхан. Це він посприяв, щоб десятикласник І.Іов потрапив на республіканський семінар поетів-початківців у Києві. Іванові запам'яталася на все життя зустріч з Павлом Тичиною. Перший вірш І.Іова був надрукований у 1966 році в журналі «Піонерія».
Після закінчення одинадцятирічки деякий час працював токарем на заводі. Під час служби в армії Іван відвідував літературну студію при Ужгородському університеті. Після звільнення в запас І.Іов працював кореспондентом Івано-Франківської обласної молодіжної газети, асистентом оператора Івано-Франківського кінокорпункту «Укркіно-хроніка». А далі — навчання у Кам'янець-Подільському педінституті на філологічному факультеті. Тоді у місті над Смотричем жив і працював Микита Годованець, який благословив добірку молодого поета в журналі «Україна».
У 1974 році закінчив філологічний факультет Кам'янець-Подільського педінституту. Викладав українську мову та літературу в школі, працював у редакціях газет Івано-Франківська, Хмельниччини та Київщини, працював асистентом оператора кінокорпункту «Укркінохроніка», редагував щомісячний вісник «Позиція» у Хмельницькому.
З 1989 р. проживав у Хмельницькому. Останні роки життя перебував на творчій роботі.
Поетичне слово Івана Іова має певний елітарний присмак, часом його не так легко й просто «розшифрувати», але завжди цікаво пізнавати незбагнений творчий світ поета, його інтелектуального слова, яке вражає ускладненою образною системою, вишуканими асоціаціями, ремінісценціями, збагаченого пошуками «заповітного слова» зокрема в унікальній поетичній книзі « „Періодична система слів“».
В Україні з'явилася ціла школа поетів-авангардистів, майстрів нестандартних форм поезії, дослідників слова. Серед них Іван Іов, який видав оригінальну за формою і змістом збірку « Періодична система слів» (Хмельницький, «Доля», 1977), визнану провідними літературознавцями в журналі «Слово і час» кращою поетичною книгою року. Академік Микола Жулинський відзначає: "Коли я «забрів» у цю гущавину епітетів, інвектив, категоричних заперечень, неохопних присвят, то відчув, що потрапив у поетичний світ оригінального майстра. І справді мене захопила «жага непрочитаних текстів».
Книгу «Періодична система слів» автор представляв на міжнародній конференції з візуальної поезії в знаменитому Альбертському університеті (Едмонтон, Канада).
Помер 4 лютого 2001 після тяжкої та тривалої хвороби.
Член Спілки журналістів та член Спілки письменників України.

## Творчість
Поетичні збірки:
- «Стяг золотої гілки» (1983, з передмовою Івана Драча),
- «Світло рідної хати» (1989),
- «Книга перша» (1992),
- «Рукопис» (1995),
- «Чернетка» (1996),
- «Періодична система слів» (1997) з передмовою Сергія Бірюкова,
- «Каліграфія» (1997),
- «Великдень долі» (1998),
- «Невибране» (1998) з передмовою Миколи Мірошниченка,
- «Словопис» (2000).

Посмертні збірки поета:
- «Мене вам дав Господь» (2001)
- «Віск іксів» (2001)
- «Вічністю живемо» (2001)
- «Любіть мене врожаєм і землею», вінок сонетів (2002)

Переклав з російської збірку поезій Валерія Басирова «Виток». Брав участь у кількох міжнародних літературних акціях.

## Відзнаки
Удостоєний обласної літературної премії ім. Володимира Булаєнка та премії ім. Якова Гальчевського «За подвижництво у державотворенні». За видатні заслуги в галузі літератури правління Міжнародного дослідного інституту включило ім'я І. П. Іова до Міжнародного довідника «Людина року — 2000», що видається Американським біографічним інститутом (англ. American Biographical Institute).
У 2002 р. Міжнародний інститут біографії визнав Івана Іова людиною року і нагородив золотою медаллю за розвиток літератури і дипломом «Людина року — 2000 у СІЛА». У 2001 році його нагороджено американською Золотою медаллю Честі (посмертно).